# Anthracoidea pseudirregularis
Anthracoidea pseudirregularis är en svampart som beskrevs av U. Braun 1982. Anthracoidea pseudirregularis ingår i släktet Anthracoidea och familjen Anthracoideaceae.   Inga underarter finns listade i Catalogue of Life.